# بوم‌شناسی بیماری

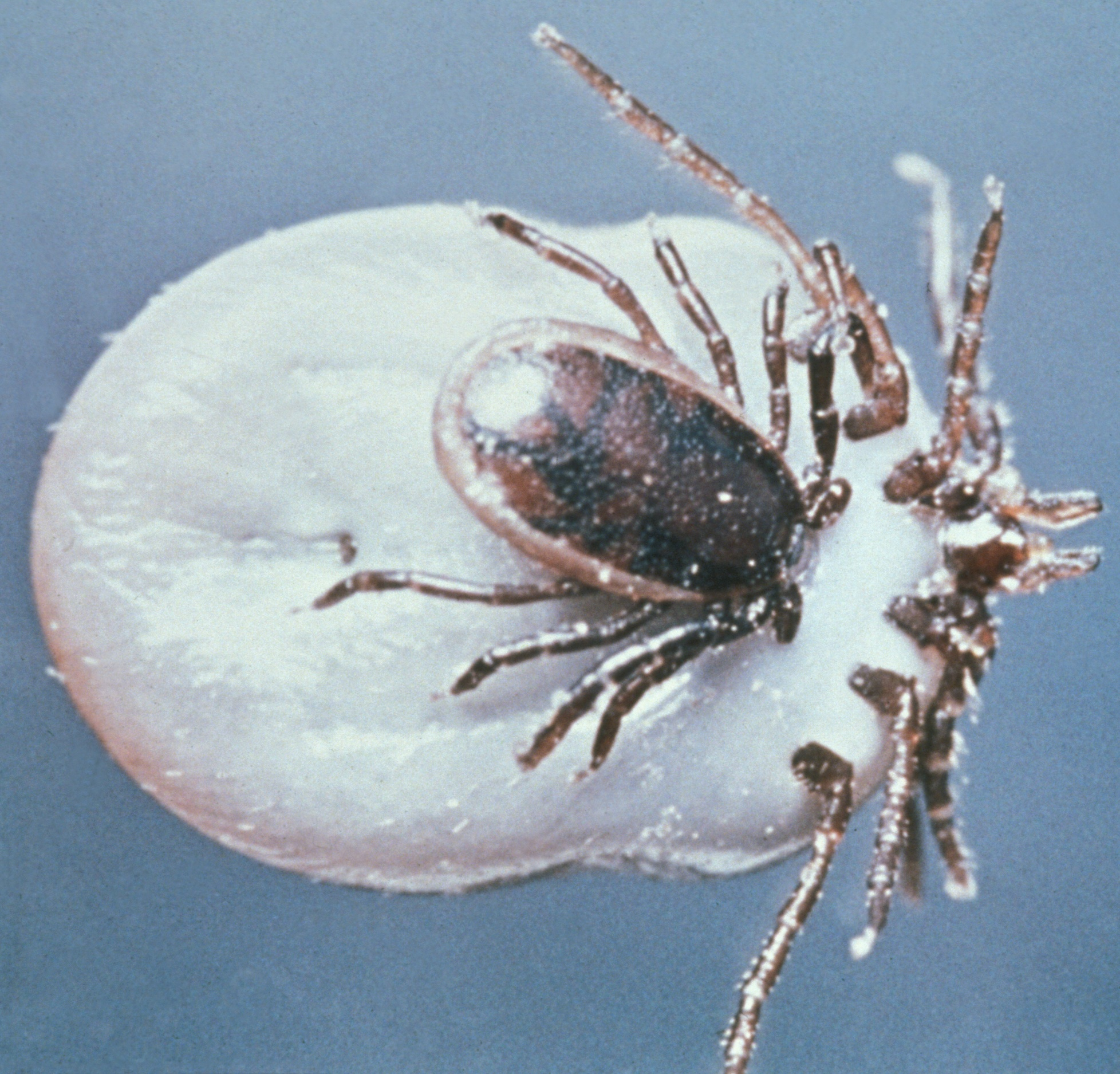
کنه‌ها ناقل بیماری لایم هستند

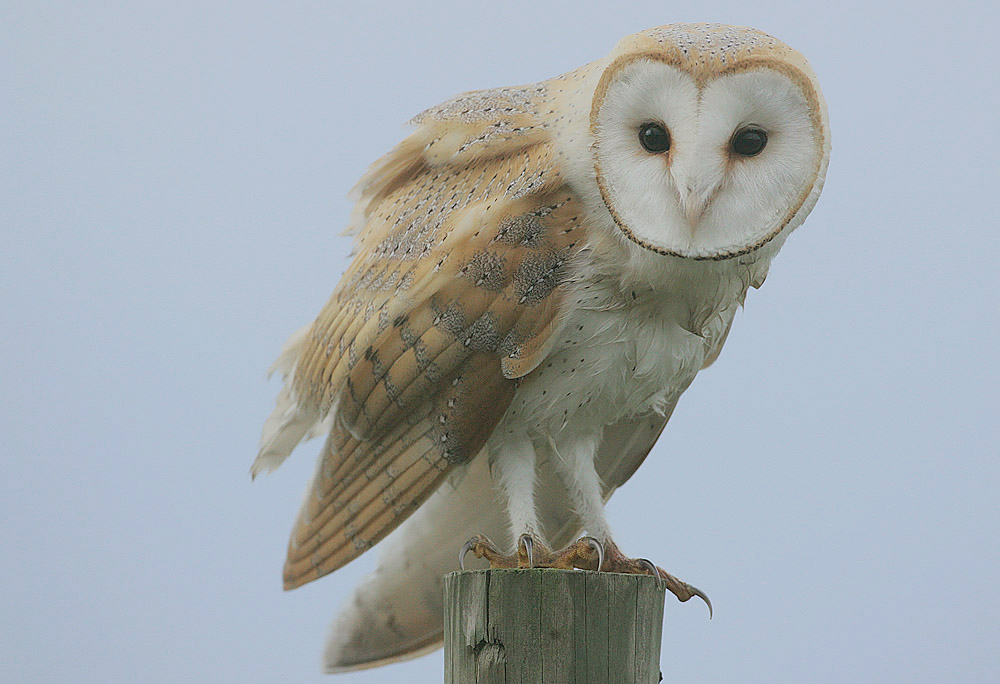
جغدهای انبار گونه میزبان برای ویروس نیل غربی هستند

بوم‌شناسی بیماری (به انگلیسی: Disease ecology)، زیرشاخه‌ای از بوم‌شناسی است که به سازوکارها، الگوها، و اثرات برهمکنش‌های میزبان و عامل بیماری‌زا، به ویژه بیماری‌های عفونی مربوط می‌شود.  به عنوان مثال، چگونگی انتشار انگلها و تأثیر آن بر جمعیت‌ها و جوامع حیات وحش را بررسی می‌کند.  با مطالعه جریان بیماری‌ها در محیط طبیعی، دانشمندان به دنبال درک بهتری هستند که چگونه تغییر در محیط ما می‌تواند شیوه سفر عوامل بیماریزار و دیگر بیماری‌ها را شکل دهد.  بنابراین، بوم‌شناسی بیماری‌ها به دنبال درک پیوندها میان کنش‌ها و برهمکنش زیستی و تکامل بیماری است.  بیماری‌های عفونی جدید در حال ظهور و ظهور مجدد (که هم حیات وحش و هم انسان را آلوده می‌کنند) با سرعت بی‌سابقه‌ای در حال افزایش است که می‌تواند پیامدهای پایداری بر سلامت عمومی، سلامت بوم‌سازگان و تنوع زیستی داشته باشد. 
عفونت‌های انگلی همراه با برخی بیماری‌های منتقله در حیات وحش وجود دارد که می‌تواند اثرات بهداشتی شدیدی بر افراد و جمعیت‌های خاص داشته باشد. فعل و انفعالات مداوم میزبان و انگل، بوم‌شناسی بیماری را در محیط زیست حفاظت حیاتی می‌سازد. 
عوامل انسانی گسترش بیماری می‌تواند از طریق معرفی یا انتقال حیات وحش برای اهداف حفاظتی توسط انسان باشد. علاوه بر این، فعالیت‌های انسانی در حال تغییر شیوه حرکت بیماری‌ها در محیط طبیعی است. 